# 原元美紀
原元 美紀（はらもと みき、1969年4月29日 - ）は、日本のフリーアナウンサー・声優およびアナウンサー育成講師である。東京都新宿区出身。血液型：A型。元中部日本放送（CBC）アナウンサー。元セント・フォース所属（2016年5月31日まで）。

## 来歴・人物
東京都立江北高等学校、國學院大學文学部文学科日本文学専攻を卒業した。国語科教員免許を取得した。
1992年4月、中部日本放送にアナウンサーとして入社した。1996年3月に同社を退社し、フリーアナウンサーに転身した。1996年4月から、読売新聞のニュース番組『読売新聞はーい朝刊』（日本テレビ）のキャスターを3年間担当した。
1996年、テレビ東京アニメ『水色時代』で声優としてデビューした。1997年8月に個人ホームページ『原元美紀のマウスtoマウス』を開設した。
チャリティ合唱団「神楽坂女声合唱団」に所属していた事があり、2002年7月に『緑の星に』（エイベックス）を発売した。
2006年4月29日、37歳の誕生日に4歳年下の指揮者と結婚した。
2007年5月、大腸にポリープが見つかり摘出手術を受けた。このポリープは悪性ポリープ（早期大腸癌）であったことを、2008年3月5日、『スーパーモーニング』内で鳥越俊太郎が語った。なお、早期発見による摘出のため、現在は全く問題ないという。また、山田邦子、鳥越俊太郎らとともに、2008年4月、がん撲滅チャリティ合唱団「スター混声合唱団」を立ち上げ実行委員を務める（2012年6月まで）。
2008年秋より、大腸がん撲滅キャンペーンNPO法人ブレイブサークルのサポーターを務める。
東京アナウンスセミナー講師（2008年9月 - 2017年8月）、民放労連の研修講師（2011年 - ）を務める。
2011年1月より、講談社ニュースサイト「現代ビジネス」でコラム「原元美紀の女子アナ健康塾」を連載する。
2011年12月より、東日本大震災支援活動「音無美紀子の歌声喫茶」メンバーとして、被災地公演などを行っている。
2016年4月より、自身の経験、現場での体験を生かし、現役女性アナウンサー、女性アナウンサー経験者のブラッシュアップを目的とした勉強会 「原元美紀の女子アナワークショップ」を開催している。
2016年5月31日にセント・フォースを離れ独立する
2017年、コミュニケーション研修事業を中心とした法人「株式会社クリアトータルコミュニケーションズ」を設立し、代表取締役に就任した。
2019年、「セント・フォース・カレッジ」開校とともに特別招聘講師を兼任する。
2022年、「東京アナウンススタジオ」を開設した。

## エピソード
- 本人によると、アナウンサーとしての産みの父は草柳伸一、産みの母は斎藤悠子[3]である。
- 映画『ゴジラvsメカゴジラ』（監督大河原孝夫、1993年）で、ゴジラが鈴鹿サーキットに現るという場面にエキストラとして出たことがある[4]。
- 蔵書2,000冊、卒論は「マンガ文化論」というマンガ好きが高じて、「週刊ビッグコミックスピリッツ」（小学館）に2006年より連載中の女子アナウンサーがヒロインのテレビ業界マンガ「電波の城」（細野不二彦著）のディテールを担当し、単行本第1巻の帯にも推薦コメントを寄せている。
- 元東北放送アナウンサーの宮田敬子は義理の妹である（原元美紀の夫の弟が宮田敬子の夫にあたる）[5]。
- 東京アナウンススタジオを開設したきっかけは、元CBCアナウンサーの平野裕加里から当時大学4年生であった佐藤楠大を紹介されたことである[6]。

## 担当番組
| 期間          | 期間          | 番組名                                                                | 役職                   |
| ------------- | ------------- | --------------------------------------------------------------------- | ---------------------- |
| CBC在籍時代   | CBC在籍時代   | ミックスパイください（テレビ）                                        | 金曜日ロケコーナー担当 |
| CBC在籍時代   | CBC在籍時代   | 走れ!スクーパーズ（テレビ）                                           | リポーター             |
| CBC在籍時代   | CBC在籍時代   | MAL!カウントダウン（ラジオ）                                          | パーソナリティー       |
| CBC在籍時代   | CBC在籍時代   | もぎたてのカボチャたち（ラジオ）                                      | パーソナリティー       |
| 1996年4月1日  | 2000年9月29日 | 読売新聞は〜い朝刊（日本テレビ）                                      | キャスター             |
| 2001年4月2日  | 2001年9月30日 | NNN24（日本テレビニュース専門チャンネル）                             | キャスター             |
| 2001年10月1日 | 2002年3月29日 | ニュース朝いち430（日本テレビ）                                       | キャスター             |
| 2002年4月1日  | 2006年3月31日 | NNN24→日テレNEWS24（日本テレビニュース専門チャンネル）                | キャスター             |
| 時期不明      | 時期不明      | NNNきょうの出来事（日本テレビ）                                       | ナレーション           |
| 時期不明      | 時期不明      | NHK週刊ハイビジョンニュース（NHK）                                    | キャスター             |
| 2006年4月     | 2011年3月     | スーパーモーニング（テレビ朝日）                                      | ニュース レポーター    |
| 2011年4月     | 2015年9月     | 情報満載ライブショー モーニングバード!→モーニングバード（テレビ朝日） | ニュース レポーター    |
| 2015年10月    | 現在          | 羽鳥慎一モーニングショー（テレビ朝日）                                | ニュース レポーター    |

## 声優
- テレビ東京『水色時代』（1996年） - 金子 役
- テレビ東京『ケロケロちゃいむ』（1997年） - 母猫 役
- アニマックス『ホイッスル!』（2002年） - 香取夕子先生 役
  - Webアニメ『ホイッスル!（ボイスリメイク版）』（2016年）
- フジテレビ『こちら葛飾区亀有公園前派出所』
  - 第318話「両さん熱愛宣言!?」（2003年） - 吉永真琴 役
  - 第361話「両津家三代、黄金郷への珍道中!」（2004年） - 女子アナ 役
  - 特別版「両津VS泣き虫アイドル!? 日本1周大すごろくゲーム!!」（2005年） - 女子アナ 役
- テレビ東京『おねがいマイメロディ』（2005年） - 桜塚美紀の母親 役